# Zulu (videogioco)
Zulu è un videogioco d'azione pubblicato nel 1984 per Commodore 64 dalla Firebird nella fascia di prezzo bassa. Si svolge in un labirinto multischermo dove si devono raccogliere tesori ed evitare antichi guerrieri zulu.

## Modalità di gioco
Si controlla un esploratore in un labirinto bidimensionale con corridoi orizzontali e verticali. La porzione di labirinto mostrata sullo schermo può avere fino a quattro uscite, una su ciascun lato, dalle quali si passa alle altre aree di labirinto adiacenti. L'intero labirinto è formato da 25 aree. Ogni area è quadrata e occupa poco più di metà dello schermo, mentre sulla destra c'è un ampio pannello con gli indicatori numerici di stato.
Lo scopo è raccogliere 100 maschere dorate, rappresentate come facce sorridenti animate e distribuite quattro per ogni area, entro un limite di tempo complessivo.
Quattro guerrieri zulu armati di lancia si aggirano in ogni area, in modo apparentemente casuale, e se il protagonista li tocca perde una vita. Per difendersi è dotato di uno scudo energetico che si attiva tenendo premuto il pulsante/tasto; quando lo scudo è attivo il personaggio lampeggia e se tocca uno zulu è quest'ultimo a scomparire. Lo scudo però ha una propria energia che si consuma rapidamente quando è attivo, e si ricarica lentamente quando non viene usato. Gli zulu eliminati in un'area vengono ripristinati quando si esce e rientra.
Ogni area contiene quattro calderoni fumanti in posizioni casuali, che se raccolti rendono invisibili le pareti del labirinto. Le pareti non ricompaiono finché non si raccoglie un'altra maschera o si perde una vita. Se si raccoglie un secondo calderone quando le pareti sono già invisibili, si perde una vita. I calderoni di un'area si rigenerano casualmente quando si esce e rientra.
Se compare una specie di ragno rosa al centro dell'area si deve cercare di calpestarlo, perché il tempo scorre più veloce in sua presenza.
Si possono regolare quattro velocità di gioco, anche durante la partita.
La colonna sonora è basata sul Canone di Pachelbel.